# Conseil des Commis

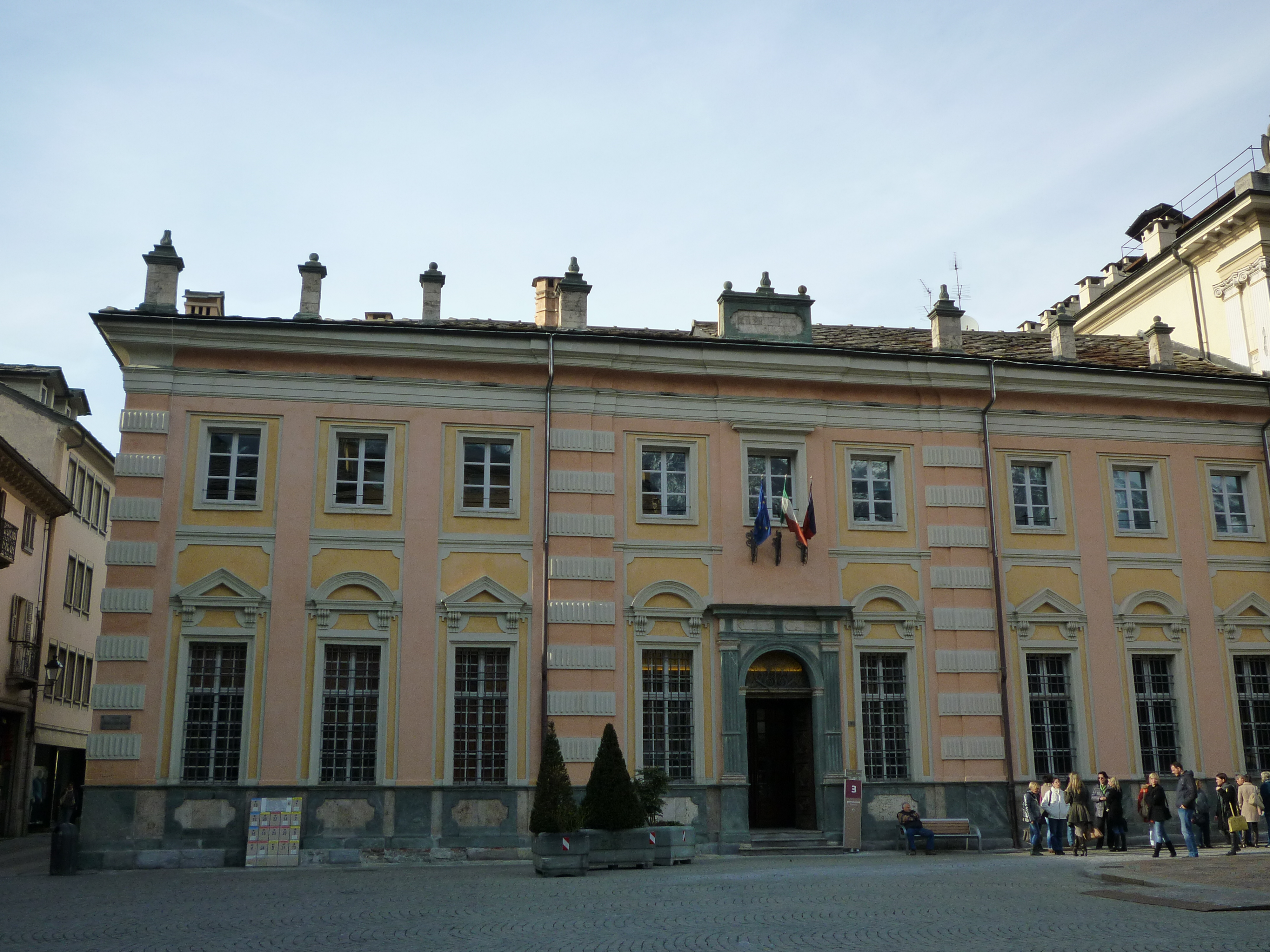
La seu del Conseil des Commis en la plaça Émile Chanoux.

El Conseil des Commis, (en italià, Consiglio dei Commessi, és una institució històrica valdostana nascuda el 7 de març del 1536 de la voluntat de l'Assemblea enfront de la invasió dels territoris dels Estats de Savoia pel rei Francesc I de França.
Gràcies a l'experiència del comte Renat de Challant, llavors governador de la Vall, i del bisbe Pierre Gazin, va començar una intensa activitat diplomàtica que s'acabarà per un tractat de neutralitat en l'any 1537 amb el rei Francesc I de França.
L'escultor valdostan Giovanni Thoux va realitzar un baix relleu policrom figurant l'origen del Conseil des Commis.